# Jim Campilongo
Jim Campilongo (San Francisco, 8 luglio 1958) è un chitarrista e compositore statunitense, attualmente risiede a New York City.  Gran parte delle sue composizioni musicali originali sono strumentali. Ha partecipato, come chitarrista, alle ultime due uscite discografiche di Norah Jones e Martha Wainwright ed è membro del gruppo The Little Willies che include anche la Jones. Jim Campilongo suona una Fender Custom Shop Campilongo Signature Telecaster.

## Biografia

### Gli Inizi
All'età di 9 anni Campilongo scoprì i Beatles e Jimi Hendrix grazie alle sue due sorelle maggiori. Col tempo si interessò particolarmente all'improvvisazione affermando durante un'intervista: "Sapevo che mi sarebbe piaciuto l'improvvisazione e i lunghi "viaggi" musicali. Per cui ero abituato ad acquistare i dischi esclusivamente tenendo conto della durata dei brani. È così che ho scoperto album come Live in Japan di John Coltrane oppure Devotion di John McLaughlin.

### Carriera
La carriera di Jim Campilongo ebbe inizio a metà degli anni '70 quando cominciò a studiare chitarra a San Francisco con Bunnie Gregoire che gli insegnò ad affrontare coraggiosamente ogni repertorio da George Van Eps a John Denver. Il primo strumento fu acquistato con Green Stamps.
Durante il periodo delle scuole superiori suonava regolarmente con l'amico batterista Ken Owen e a 17 anni cominciò ad esibirsi con le band locali. Una delle più grandi influenze che Campilongo ebbe all'epoca fu Roy Buchanan i concerti del quale vide almeno venti o trenta volte nell'area dei locali della baia di San Francisco.
La carriera discografica iniziò a San Francisco nel 1996 con Jim Campilongo and the 10 Gallon Cats. Dopo alcuni anni di esperienza con i Cats Campilongo lascia per perseguire un'altra direzione raggiungendo una nuova e creativa acme musicale nel 1998 pubblicando Table For One.
Nel 2002 Jim Campilongo abbandona San Francisco e si trasferisce New York City formando un trio elettrico. Con la nuova formazione si esibisce in Europa e registra il suo album acclamato American Hips per la Blue Hen Records. Nel 2003 fonda il gruppo The Little Willies con Norah Jones, Richard Julian, Lee Alexander e Dan Rieser. Ha collaborato durante i concerti dal vivo e in studio di registrazione con artisti come Cake, Bright Eyes, J.J. Cale, Norah Jones, Teddy Thompson, Al Anderson, Gillian Welch/David Rawlings, Peter Rowan, Jo Williamson, Sunny Ozell, Marilyn Carino e Julia Darling. Questo gli ha permesso di sviluppare uno stile musicale molto ricco e molto duttile; quasi ogni genere e sottogenere musicale può descrivere il suo stile interpretativo.
Steve Smith del TimeOut di New York scrive: "Il suo talento prodigioso è sempre presente mentre la sua band brucia melodie e florilegi infarciti di rock, jazz e country."
Nel 2007 pubblica Heaven Is Creepy finora la sua migliore uscita discografica. Nel 2010 pubblica il suo album più recente Orange. Il lavoro discografico è prodotto da Anton Fier della Golden Palominos ed è stato inciso a Brooklyn. Nel disco sono presenti con Campilongo il bassista acustico Stephan Crump e il batterista e percussionista Tony Mason.
Jim Campilongo suona regolarmente, quasi ogni lunedì sera, al The Living Room sulla Lower East Side a New York City.  Di notevole interesse alcuni artisti con i quali ha diviso il palco: Charlie Hunter, Steve Cardenas, Norah Jones, Adam Levy, Martha Wainwright, Chris Cheek, Leah Siegel, Nels Cline.
I suoi brani originali possono essere ascoltati negli spot pubblicitari nazionali statunitensi quali National Grid, Volkswagen, SBC, Michelin e Jack Daniel's. Campilongo è inoltre un editore insegnante della rivista Guitar Player Magazine.

## Discografia

### Albums
- 1996 Jim Campilongo & the 10 Gallon Cats, Jim Campilongo & the 10 Gallon Cats
- 1997 Loose, Jim Campilongo & the 10 Gallon Cats
- 1998 Table For One, Jim Campilongo Band
- 2000 Heavy, Jim Campilongo & the 10 Gallon Cats
- 2000 Live At The DuNord, Jim Campilongo Band
- 2003 American Hips, Jim Campilongo Electric Trio
- 2006 Heaven is Creepy, Jim Campilongo Electric Trio
- 2010 Orange, Jim Campilongo
- 2014 Dream Dictionary, Jim Campilongo

### Collaborazioni
- Katt, "Katt" - Nutone (1987)
- Po Go Bo, "Po Go Bo" - Nutone (1987)
- The Know, "The Know" - Nutone (1987)
- Click Dark, "President's Breakfast" (1988)
- Komotion International Various Artists (1989)
- Looters, "Imago Mundi" - Monster Music (1992)
- Wilson Gil And The Willful Sinners, "Gunstore, Liquourstore Project" (1992)
- Preacher Boy and The Natural Blues, "Preacher Boy & The Natural Blues" - Blind Pig (1995)
- Stephen Yerkey, "Confidence, Man" - Heyday (1995)
- Preacher Boy and The Natural Blues, "Gutters and Pews" - Blind Pig (1996)
- Joe Goldmark, "Steelin' the Beatles" - Lo-ball Records (1997)
- Cake, "Prolonging the Magic" - Capricorn (1998)
- San Francisco Song Cycle, Vol. 1 Various Artists Olde West (1998)
- Jim Greer, "Rover Songs" - Fortune Records (1998)
- "Treasures Left Behind: Remembering Kate Wolf" - Various Artists - Red House (1998)
- "Full Tan" - Vol. 1 Various Artists Fonit Cetra Records (1999)
- Joe Goldmark, "All Hat No Cattle" - Hmg Records (1999)
- "Stranger Than Fiction" - Various Artists Oglio Records (1999)
- "Fortune Cookies" - Various Artists Fortune Records (2000)
- Ann Dyer, "When I Close My Eyes" - Sunnyside 2001 As Writer "Sarah"
- Joe Goldmark, "Strong Like Bull but Sensitive Like Squirrel" - Hmg Records (2001)
- Kurt Stevenson and Kate Maher - Pentecostal Bouffant Record, "Songs for Camp and Tabernacle" (2001)
- Sonya Greta, "Vigilante Arcade" - (2003)
- Mudville, "The Glory Of Man Is Not In Vogue" (2004)
- "Feber 2 New York" New York Compilation - Amigo Music (2005)
- Steve Yerkey, "metaneonatureboy" - Echo Records (2005)
- David Gleason, "Just Fall To Pieces" - Well Worn Records (2005)
- Julian Summerhill, "The Hologram Cowboys Lay Down With Their Horses" (2005)
- Michael Shelly, "Goodbye Cheater" - confidentialrecordings (2005)
- The Little Willies, "The Little Willies" - Milking Bull Records/EMI (2006)
- Sasha Dobson "Modern Romance" Secret Sun (2006) As Writer "Cold To Colder" (2006)
- Mudville, "Iris Nova" - (2006)
- April Cope,  "Petals Fall" - Limelight Disc (2006)
- Richard Julian, "Manhattan" - Blue Note (2006)
- Wild Animus (Audiobook) - Too Far (2006)
- Teddy Thompson "Upfront and Down Low"  Verve Records(2007)
- Sean Walsh "American Music" Eyeball Records (2007)
- Brandi Shearer, "Close to Dark" - Amoeba Records - Sideman and Co-Writer "Swampland" (2007)
- Chiara Civello "The Space Between" Universal Music Europe - Co-Writer "L Train" (2007)
- Martha Wainwright "I Know You're Married.."  Rounder (2008)
- Two Foot Yard "Borrowed Arms"  Yard Work (2008)
- Norah Jones "Featuring Norah Jones"  Little Willies guitar on "Love Me" Blue Note (2010)
- Howard Fishman "The World will Be Different" guitar on  "Summer Rain" on Autumn Monkey Farm Records (2010)
- Marika Hughes "The Simplest Thing" (Sideman and Writer) "Pepper"  DD Records (2010)
- Sun Rise "Sun Rise" Jim Campilongo Band on "This Old Man" Starbucks Coffee Company (2011)
- Nick Casey "Can't Reason Through Love" Guitar on "Bandages" (2011)
- Jo Williamson "Be The Man" Joscream (2011)